# Horní Bradlo
Horní Bradlo é uma comuna checa localizada na região de Pardubice, distrito de Chrudim.